# Linea Tōzai (metropolitana di Tokyo)

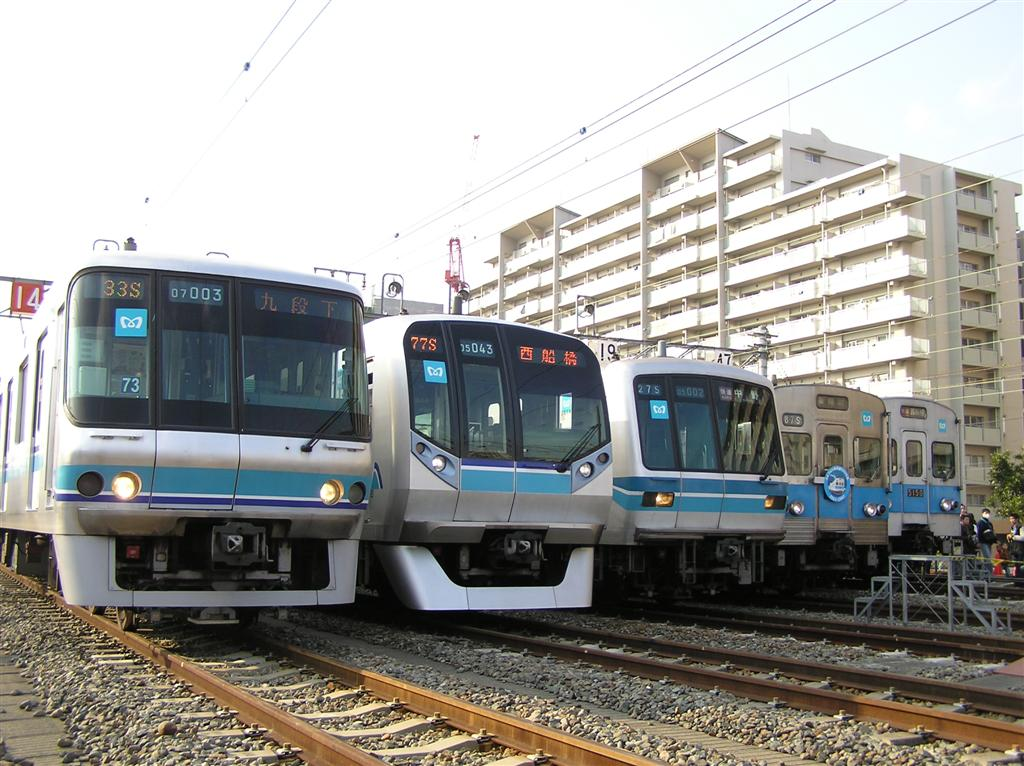
Convogli della Linea Tōzai (da Sx a Dx - Serie 07, Serie 05N, Serie 05, Serie 5000 in acciaio inossidabile e Serie 5000 in alluminio).

La Linea Tōzai (東西線?, Tōzai-sen), ufficialmente conosciuta come "Line No.5 - Tozai Line", è delle linee della metropolitana di Tokyo, gestita dall'operatore Tokyo Metro, a servizio della città di Tokyo, in Giappone. È contrassegnata dal colore azzurro cielo e le sue stazioni assumono una sigla in codice composta dalla lettera T seguita dal numero progressivo della stazione. Alcuni convogli continuano la loro corsa sulla Linea Chūō-Sōbu e fino alla stazione di Mitaka, oppure sulla Ferrovia Rapida Toyo.

## Panoramica
La linea Tōzai è attualmente l'unica linea della metropolitana di Tokyo che offre l'interscambio con tutte le altre linee (eccetto che con la linea Fukutoshin), e la prima, in ordine cronologico, a servire anche aree esterne al centro di Tokyo.
I treni inoltre proseguono oltre i due capolinea su infrastrutture esterne, come la linea Chūō-Sōbu della JR East per Mitaka a ovest, e la Ferrovia Rapida Tōyō fino a Tōyō-Katsutadai a est, rendendo quindi la linea un percorso alternativo alla linea Chūō-Sōbu fra Nakano e Nishi-Funabashi.
In base ai dati dell'Ufficio metropolitano dei trasporti di Tokyo del giugno 2009, la linea Tōzai era la linea metropolitana più affollata di Tokyo, con un carico del 199% della capacità fra le stazioni di Kiba e Monzen-Nakachō. A partire dal 20 novembre 2006, durante l'ora di punta sono disponibili carrozze per sole donne.

## Servizi
La linea Tōzai è stata la prima linea metropolitana di Tokyo ad offrire servizi espressi con tre tipi di treni rapidi che saltano le stazioni a est di Tōyōchō. Durante l'ora di punta sono presenti anche servizi che proseguono fino a Tsudanuma attraverso la linea principale Sōbu della JR East.

## Materiale rotabile
I treni della linea Tōzai sono elettrotreni a 10 casse da 20 metri ciascuna, con quattro porte per lato e sedili longitudinali. La velocità massima è di 100 km/h.
- Tokyo Metro
  - Serie 05 e 05N dal 1988
  - Serie 07 dal 2006 (trasferiti dalla Linea Yūrakuchō)
  - Serie 15000 dal 2010
- Ferrovia Rapida Tōyō
  - Serie 2000 dal 2004
- East Japan Railway Company (JR East)
  - Serie E231-800 dal 2003